# At the End of the World

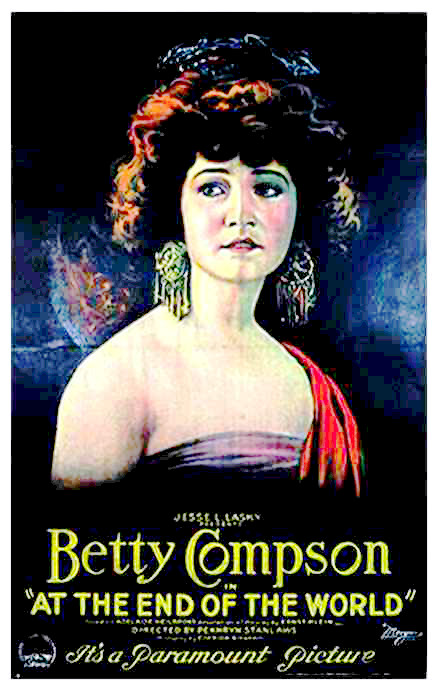
Affiche du film

At the End of the World est un film américain réalisé par Penrhyn Stanlaws et sorti en 1921.

## Synopsis
Terence O'Day exploite un établissement de jeu à Shanghai, en Chine, en utilisant sa belle fille, Cherry, pour attirer les clients. Parmi les admirateurs de Cherry figurent le marin Donald MacGregor et le romancier Gordon Deane. La mort de Terrence oblige Cherry à épouser le banquier William Blaine, un mariage malheureux. Plus tard, Gordon devient gardien d'un phare et invite Harvey et Donald à être ses colocataires. Après le divorce de Blaine et Cherry, cette dernière part à la recherche de Gordon, qui la sauve lorsqu'elle fait naufrage près du phare.

## Fiche technique
- Réalisation : Penrhyn Stanlaws
- Scénario : Edfrid A. Bingham, adaptation d'Adelaide Heilbron, d'après At the End of the World de Ernst Klein
- Production : Famous Players-Lasky
- Photographie : Paul Perry
- Distributeur : Paramount Pictures
- Genre : Mélodrame[1]
- Durée : 6 bobines
- Date de sortie : 14 août 1921

## Distribution
- Betty Compson : Cherry O'Day
- Milton Sills : Gordon Deane
- Mitchell Lewis : Donald MacGregor
- Casson Ferguson : Harvey Gates

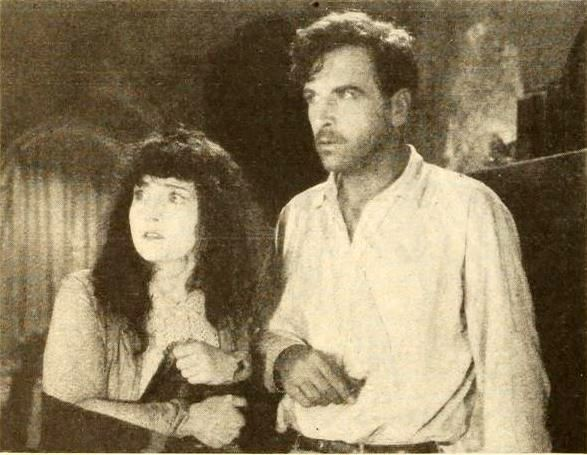
Betty Compson et Milton Sills dans une scène du film.

- Spottiswoode Aitken : Terence O'Day
- Joseph Kilgour : William Blaine
- Goro Kino : Uang